# ينيكوي (أديامان)
ينيكوي (بالتركية: Yeniköy)‏ هي قرية تتبع إداريّاً لمديرية أديامان في محافظة أديامان التركية الواقعة في جنوب شرق الأناضول. وبلغ عدد سكانها 65 نسمة في عام 2021.